# Drayton (Vale of White Horse)
Drayton – wieś w Anglii, w hrabstwie Oxfordshire, w dystrykcie Vale of White Horse. Leży 13 km na południe od Oksfordu i 84 km na zachód od Londynu. W 2009 miejscowość liczyła 2400 mieszkańców.